# 齋藤友良
齋藤 友良（さいとう ともよし、1971年 - ）は、日本の実業家、アクサルタコーティングシステムズ日本法人社長。

## 人物
1971年、千葉県生まれ。1994年3月、立教大学社会学部卒業。同年4月、ニチメン株式会社（現・双日株式会社）入社。2001年、GEプラスチックス (現・SABIC)　入社。両社で、国内外の化学製品のビジネスに携わる。

2004年、立教大学大学院ビジネスデザイン研究科修士号（MBA）取得。

2016年12月、アクサルタコーティングシステムズ合同会社に入社。5年間同社の営業本部長として自動車補修用塗料、工業用塗料の日本市場でのビジネス拡大に尽力する。2022年1月、同社代表取締役社長就任。
塗料業界で150年以上の歴史を持つアクサルタは、世界130か国に顧客を持つ塗料に特化したグローバルカンパニーで、自動車補修用塗料で世界トップシェアを持つ。自動車、商用車両などの補修用塗料を中心に、電気モーター、ビル、パイプラインなど、多くの製品、機材、構造物などにコーティング塗料を提供し、腐食防止による品質保持や生産性向上に寄与するなどのサポートを行っている。
有機溶剤を使用しない粉体塗料の分野は環境へ配慮が求められる中で、成長分野となっている。同じくEVも成長分野であり、EVモーター用とEVバッテリー用の塗料展開を進める。顧客となる海外で生産する日本メーカーにおいては、塗料の需要そのものは海外にあるが、プロダクト開発は日本国内で行うことが多く、アクサルタの日本法人では、国内での開発に合わせた塗料提供を行う。また、自補修塗料分野では、色の対応などは日本法人が担当し、海外の需要に対応している。
コロナ禍により、自動車の生産台数が半導体不足による影響で、思うような推移をしていない中、工業用塗料も同じく影響を受けるが、経営者として、物流面の影響を少なくするため、これまでヨーロッパの拠点からしか調達していなかった製品をアジアからも調達するなど、ソースの多元化を図り、顧客への製品提供が滞らないよう尽力している。